# Avgust Lešnik
Avgust Lešnik, slovenski sociolog in zgodovinar, * 1951, Maribor.
Predava kot profesor na Oddelku za sociologijo Filozofske fakultete Univerze v Ljubljani, kjer je nasledil prof. Marjana Britovška (1923-2008).